# Jリーグチアリーディングチーム一覧
Jリーグチアリーディングチーム一覧は、日本プロサッカーリーグ（Jリーグ）クラブのチアリーディングチームの一覧である。

## 一覧

### 北海道
- 北海道コンサドーレ札幌
  - コンサドールズ[1]

### 東北
- ベガルタ仙台
  - ベガルタチアリーダーズ[2]

### 関東
- 水戸ホーリーホック
  - Mito Holy's[3]
- 栃木SC
  - SCチアーズ[4]
- ザスパ群馬
  - GRUISTARS[5]
- ジェフユナイテッド千葉
  - ジェット・スフィーン[6]
- 東京ヴェルディ
  - Verdy VENUS[7]
- 川崎フロンターレ
  - フロンタールズ（フロンティアレッツ）[8]
- 横浜F・マリノス
  - トリコロールマーメイズ[9]

### 中部
- アルビレックス新潟
  - アルビレックスチアリーダーズ[10]
- カターレ富山
  - Leap-Blue[11]
- 清水エスパルス
  - ORANGE WAVE[12]
- 名古屋グランパス
  - チアグランパス[13]
- FC岐阜
  - GGG[14]

### 近畿
- 京都サンガF.C.
  - サンガチアリーダー[15]
- ガンバ大阪
  - ガンバ大阪チアダンスチーム[16]
- FC大阪
  - AQUA[17]
- ヴィッセル神戸
  - ヴィッセルセレイア[18]

### 中国
- レノファ山口FC
  - SPICY ORANGE[19]

### 九州
- アビスパ福岡
  - アビスパ福岡オフィシャルチアリーダーズ[20]
- サガン鳥栖
  - サガンティーナ[21]
- テゲバジャーロ宮崎
  - S.L.D（STUDIO.S）[22]
- 鹿児島ユナイテッドFC
  - NAVY STARS[23]
- FC琉球
  - 琉球BOMBERZ[24]

### 活動終了
- 徳島ヴォルティス
  - BLUE SPIRIT[25]